# Ablis
Ablis és un municipi francès, situat al departament d'Yvelines i a la regió de l'Illa de França.
Forma part del cantó de Rambouillet, del districte de Rambouillet i de la Comunitat d'aglomeració Rambouillet Territoires.